# Аксел Бакајоко
Аксел Мохамед Бакајоко (фр. Axel Mohamed Bakayoko; Париз, 6. јануара 1998) француски је фудбалер.

## Каријера
Бакајоко је фудбалски стасавао у академији Црвене звезде из родног Париза, после чега је 2014. године приступио Интеру. У сезони 2015/16. био је део екипе која је освојила Куп Италије за омладинце, док је по окончању наредне сезоне освојио и Скудето у том узрасту. Свој дебитантски наступ у сениорском фудбалу забележио 8. децембра 2016. године на последњој утакмици Групе К Лиге Европе за такмичарску 2016/17. Тада је на терену заменио Андреу Пинамонтија и одиграо последњих 10 минута сусрета са Спартом из Прага.
У јулу 2017. године, уступљен је француском друголигашу Сошоу на једногодишњи период. Наредног лета је отишао на нову позајмицу поставши члан Санкт Галена пред почетак такмичарске 2018/19. После прве сезоне у којој је имао задовољавајући учинак, договорена је нова позајмица са правом откупа 2020. године за 4 милиона евра. Поред крилних позиција где је најпре наступао, Бакајоко је на појединим утакмицама играо на месту десног спољног. Услед проблема са повредама и слабије форме у односу на претходну сезону, откуп није реализован.
Дана 22. децембра 2020. године, Бакајоко је потписао уговор са београдском Црвеном звездом на три и по године. Према писању медија, клубу је приступио као слободан играч уз договор да Интеру припада 15 процената од будућег трансфера. Истовремено је објављено да је припадајућа зарада играча 12 хиљада евра на месечном нивоу. У свом новом клубу задужио је дрес са бројем 7. У јулу 2022. је раскинуо уговор са Црвеном звездом.

## Статистика

### Клупска
Ажурирано 4. октобра 2021.
| Клуб                    | Сезона   | Лига                 | Лига    | Лига   | Национални куп | Национални куп | Лига куп | Лига куп | Европа  | Европа | Остало  | Остало | Укупно  | Укупно |
| Клуб                    | Сезона   | Дивизија             | Наступа | Голова | Наступа        | Голова         | Наступа  | Голова   | Наступа | Голова | Наступа | Голова | Наступа | Голова |
| ----------------------- | -------- | -------------------- | ------- | ------ | -------------- | -------------- | -------- | -------- | ------- | ------ | ------- | ------ | ------- | ------ |
|                         |          |                      |         |        |                |                |          |          |         |        |         |        |         |        |
| Интер                   | 2016/17. | Серија А             | 0       | 0      | 0              | 0              | —        | —        | 1       | 0      | —       | —      | 1       | 0      |
|                         |          |                      |         |        |                |                |          |          |         |        |         |        |         |        |
| Сошо (позајмица)        | 2017/18. | Друга лига Француске | 17      | 1      | 1              | 0              | 1        | 0        | —       | —      | —       | —      | 19      | 1      |
|                         |          |                      |         |        |                |                |          |          |         |        |         |        |         |        |
| Сошо II (позајмица)     | 2017/18. | Пета лига Француске  | 4       | 0      | —              | —              | —        | —        | —       | —      | —       | —      | 4       | 0      |
|                         |          |                      |         |        |                |                |          |          |         |        |         |        |         |        |
| Санкт Гален (позајмица) | 2018/19. | Суперлига Швајцарске | 31      | 4      | 3              | 0              | —        | —        | 0       | 0      | —       | —      | 34      | 4      |
| Санкт Гален (позајмица) | 2019/20. | Суперлига Швајцарске | 23      | 0      | 0              | 0              | —        | —        | —       | —      | —       | —      | 23      | 0      |
| Санкт Гален (позајмица) | Укупно   | Укупно               | 54      | 4      | 3              | 0              | —        | —        | 0       | 0      | —       | —      | 57      | 4      |
|                         |          |                      |         |        |                |                |          |          |         |        |         |        |         |        |
| Црвена звезда           | 2020/21. | Суперлига Србије     | 2       | 0      | 1              | 0              | —        | —        | 1       | 0      | —       | —      | 4       | 0      |
| Црвена звезда           | 2021/22. | Суперлига Србије     | 3       | 0      | 0              | 0              | —        | —        | 1       | 0      | —       | —      | 4       | 0      |
| Црвена звезда           | Укупно   | Укупно               | 5       | 0      | 1              | 0              | —        | —        | 2       | 0      | —       | —      | 8       | 0      |
|                         |          |                      |         |        |                |                |          |          |         |        |         |        |         |        |
| Каријера                | Каријера | Каријера             | 80      | 5      | 5              | 0              | 1        | 0        | 3       | 0      | —       | —      | 89      | 5      |
|                         |          |                      |         |        |                |                |          |          |         |        |         |        |         |        |

### Утакмице у дресу репрезентације
| Репрезентација Француске у узрасту до 20 година старости | Репрезентација Француске у узрасту до 20 година старости | Репрезентација Француске у узрасту до 20 година старости | Репрезентација Француске у узрасту до 20 година старости | Репрезентација Француске у узрасту до 20 година старости | Репрезентација Француске у узрасту до 20 година старости | Репрезентација Француске у узрасту до 20 година старости | Репрезентација Француске у узрасту до 20 година старости | Репрезентација Француске у узрасту до 20 година старости | Репрезентација Француске у узрасту до 20 година старости |
| #                                                        | Датум                                                    | Такмичење                                                | Локација                                                 | Домаћин                                                  | Резултат                                                 | Гост                                                     | Гол                                                      | Реф.                                                     |                                                          |
| -------------------------------------------------------- | -------------------------------------------------------- | -------------------------------------------------------- | -------------------------------------------------------- | -------------------------------------------------------- | -------------------------------------------------------- | -------------------------------------------------------- | -------------------------------------------------------- | -------------------------------------------------------- | -------------------------------------------------------- |
| 1                                                        | 21. март 2018.                                           | Пријатељска утакмица                                     | Пинатар арена, Мурсија                                   | Француска                                                | 2 : 0                                                    | Сједињене Америчке Државе                                |                                                          | [ 23 ]                                                   |                                                          |
| 2                                                        | 23. март 2018.                                           | Пријатељска утакмица                                     | Пинатар арена, Мурсија                                   | Француска                                                | 0 : 1                                                    | Сједињене Америчке Државе                                |                                                          | [ 23 ]                                                   |                                                          |
| 3                                                        | 27. мај 2018.                                            | Турнир у Тулону                                          |                                                          | Француска                                                | 4 : 1                                                    | Јужна Кореја                                             |                                                          | [ 24 ]                                                   |                                                          |
| 4                                                        | 30. мај 2018.                                            | Турнир у Тулону                                          |                                                          | Шкотска                                                  | 1 : 0                                                    | Француска                                                |                                                          | [ 24 ]                                                   |                                                          |
| 5                                                        | 7. јун 2018.                                             | Турнир у Тулону                                          |                                                          | Француска                                                | 2 : 1                                                    | Канада                                                   | Гол                                                      | [ 24 ]                                                   |                                                          |
| 5                                                        | Укупан број утакмица и постигнутих погодака              | Укупан број утакмица и постигнутих погодака              | Укупан број утакмица и постигнутих погодака              | Укупан број утакмица и постигнутих погодака              | Укупан број утакмица и постигнутих погодака              | Укупан број утакмица и постигнутих погодака              | 1                                                        | [ 20 ]                                                   |                                                          |

## Трофеји и награде
Интер примевера
- Куп Италије за омладинце : 2015/16.[7]
- Омладинска лига Италије : 2016/17.[8]

Црвена звезда
- Суперлига Србије (2) : 2020/21,[25] 2021/22.[26]
- Куп Србије : 2020/21.[27]